# センキョ
センキョ（英: Senkyo）は、土星の衛星タイタンの赤道近くの大きな低アルベド地形の地名である。
センキョは土星探査機カッシーニによって発見され、2006年に正式名称としてセンキョと名づけられた。名前は、仙人が住むという所─仙境から。